# D・A・ラージャパクサ
ドン・アルウィン・ラージャパクサ（シンハラ語: දොන් අල්වින් රාජපක්ෂ, タミル語: டி.ஏ. ராஜபக்ஷ, 英語: Don Alwin Rajapaksa, 1906年11月5日 - 1967年11月7日）は、スリランカの政治家。セイロン議会議員を1947年から65年まで務めた。スリランカ自由党の創設メンバーの一人であり、ウィジャヤナンダ・ダハナーヤカ政権下で農業・土地大臣を務めた。息子のマヒンダとゴーターバヤは共に大統領経験者である。

## 生い立ち
1906年11月15日マダムラナという小さな村で生まれ、ウィーラカティヤのアンダドゥヴァ・スクールで学んだ。父親のドン・デイヴィッド・ラージャパクサはアルウィンをゴールのリッチモンド・カレッジへ送った。その後、学校を卒業したアルウィンは家業の水田とココナッツ・プランテーションの管理を手伝った。
またハンバントタ選挙区選出のセイロン議会議員をしていた兄を手伝い、政治経験を積んだ。しかし1945年に兄が急死した際、彼は当初その補欠選挙に出るつもりがなかった。しかし、地元有力者の説得により補欠選挙に出馬した。そして無事当選し、セイロン議会の農業・土地委員会に配属された。同委員会で彼は小作農の土地が不足している問題に取り組み、彼らに5エーカーずつ土地を99年間貸し付ける法律を整備した。これによって一部地域では水田とココナッツ栽培が加速した。
1947年、独立後初の総選挙が実施された際、旧ハンバントタ選挙区はベリアッタとティッサマハラマの2つに分割された。ラージャパクサはベリアッタ選挙区から統一国民党（UNP）候補として立候補し、当選した。
1951年にソロモン・バンダラナイケがUNPを離れてスリランカ自由党（SLFP）を結成した際、ラージャパクサはその他数名の議員と共にUNPを離党してSLFPに参加した。52年総選挙においてラージャパクサはSLFP候補として立候補し、ベリアッタ選挙区から無事再選を果たした。その次の56年総選挙でも再選したラージャパ草は土地・土地開発大臣に指名された。さらに59年にはウィジャヤナンダ・ダハナーヤカ首相から農業・土地大臣に指名された。
その後もSLFPの支持率の推移に従ってラージャパクサの政治家生命も変化した。SLFPがUNPに敗れた60年総選挙ではラージャパクサも落選した。しかし、UNP内閣の総辞職に伴う同年7月の総選挙ではラージャパクサが当選した。
そしてその後国会副議長となった。しかし1965年総選挙でSLFPがダッドリー・セーナーナーヤカ率いるUNPに敗れた際にはラージャパクサも再び落選した。
彼が1965年に落選した際、政治家を継続するための資金が不足していた。同時期に息子のチャマル、マヒンダ、バシル、ゴーターバヤ、チャンドラがコロンボで学んでいたため、教育費の捻出が必要だったからである。そのため彼は自らの車とココナッツ畑を売り、家族を養うために苦難の日を過ごした。そして1967年11月に心臓病を患った。当時、彼を病院まで運ぶための車がなかったために病状は悪化し、11月7日に死亡した。